# Résolution 1565 du Conseil de sécurité des Nations unies
 (avril 2024).
La mise en forme du texte ne suit pas les recommandations de Wikipédia : il faut le « wikifier ».
Les points d'amélioration suivants sont les cas les plus fréquents. Le détail des points à revoir est peut-être précisé sur la page de discussion.
- Les titres sont pré-formatés par le logiciel. Ils ne sont ni en capitales, ni en gras.
- Le texte ne doit pas être écrit en capitales (les noms de famille non plus), ni en gras, ni en italique, ni en « petit »…
- Le gras n'est utilisé que pour surligner le titre de l'article dans l'introduction, une seule fois.
- L'italique est rarement utilisé : mots en langue étrangère, titres d'œuvres, noms de bateaux, etc.
- Les citations ne sont pas en italique mais en corps de texte normal. Elles sont entourées par des guillemets français : « et ».
- Les listes à puces sont à éviter, des paragraphes rédigés étant largement préférés. Les tableaux sont à réserver à la présentation de données structurées (résultats, etc.).
- Les appels de note de bas de page (petits chiffres en exposant, introduits par l'outil «  Source ») sont à placer entre la fin de phrase et le point final[comme ça].
- Les liens internes (vers d'autres articles de Wikipédia) sont à choisir avec parcimonie. Créez des liens vers des articles approfondissant le sujet. Les termes génériques sans rapport avec le sujet sont à éviter, ainsi que les répétitions de liens vers un même terme.
- Les liens externes sont à placer uniquement dans une section « Liens externes », à la fin de l'article. Ces liens sont à choisir avec parcimonie suivant les règles définies. Si un lien sert de source à l'article, son insertion dans le texte est à faire par les notes de bas de page.
- La présentation des références doit suivre les conventions bibliographiques. Il est recommandé d'utiliser les modèles {{Ouvrage}}, {{Chapitre}}, {{Article}}, {{Lien web}} et/ou {{Bibliographie}}. Le mode d'édition visuel peut mettre en forme automatiquement les références.
- Insérer une infobox (cadre d'informations à droite) n'est pas obligatoire pour parachever la mise en page.

Pour une aide détaillée, merci de consulter Aide:Wikification.
Si vous pensez que ces points ont été résolus, vous pouvez retirer ce bandeau et améliorer la mise en forme d'un autre article.
Membres permanents
- Chine
- États-Unis
- France
- Royaume-Uni
- Russie

Membres non permanents
- Algérie
- Allemagne
- Angola
- Bénin
- Brésil
- Chili
- Espagne
- Pakistan
- Philippines
- Roumanie

Résolution no 1564 Résolution no 1566
La résolution 1565 du Conseil de sécurité des Nations Unies, adoptée à l'unanimité le 1er octobre 2004 après avoir rappelé toutes les résolutions précédentes sur la situation en République démocratique du Congo, a prolongé le mandat de la Mission des Nations Unies en République démocratique du Congo (MONUC) jusqu'au 31 mars 2005, et a autorisé le déploiement supplémentaire de 5 900 soldats et policiers. Il a réaffirmé l'engagement à respecter la « souveraineté, l'intégrité territoriale et l'indépendance politique [ sic ] » du Congo et des États de la région.
L'augmentation de la capacité de la MONUC a été décidée à la suite de l'appel du Secrétaire général Kofi Annan en faveur de troupes supplémentaires, bien que le nombre de 5 900 hommes supplémentaires était inférieur à ce qu'il avait recommandé. L’adoption de la résolution 1565 a marqué le début de l’une des reconfigurations les plus vastes et les plus rapides jamais tentées pour une mission de maintien de la paix des Nations unies.

## Résolution

### Observations
Le préambule de la résolution reflétait la préoccupation du Conseil face aux hostilités en cours dans l'est de la République démocratique du Congo et aux violations généralisées des droits de l'homme et du droit international humanitaire. Il a réaffirmé que toutes les parties impliquées dans le conflit étaient responsables de la sécurité des civils dans la région.

### Actes
Agissant en vertu du Chapitre VII de la Charte des Nations unies, le Conseil a prolongé le mandat de la MONUC et autorisé une augmentation de 5 900 hommes, avec des déploiements au Nord et au Sud Kivu. Le mandat nouvellement élargi de la MONUC devait inclure:
(a) surveiller et maintenir une présence dans des zones clés ;
(b) protéger les civils, les travailleurs humanitaires et les installations des Nations Unies ;
(c) établir des liens avec l'Opération des Nations Unies au Burundi (ONUB) et les gouvernements burundais et congolais ;
(d) surveiller les mesures imposées dans la  Résolution 1493 (2003) ;
(e) saisir et éliminer les armes et le matériel dans le pays qui violent la résolution 1493 ;
(f) observer les mouvements des groupes armés et des forces militaires étrangères ;
(g) protéger les institutions gouvernementales et les officiels, et maintenir l’ordre ;
(h) contribuer à la sécurité et au retour volontaire des réfugiés ;
(i) contribuer à la démobilisation, au  désarmement et au rapatriement des combattants ;
(j) de contribuer au bon déroulement du processus électoral et d'aider à la promotion et à La Défense des droits de l'homme.
La MONUC a également été appelée à soutenir le gouvernement de transition et trois commissions  mixtes sur la réforme du secteur de la sécurité, l'élaboration des lois essentielle et de la future constitution, ainsi que le processus électoral. Par ailleurs, la MONUC a été autorisée à utiliser « tous les moyens nécessaires » pour faire respecter son mandat. Parallèlement, les gouvernements du Burundi, de la République démocratique du Congo, du Rwanda et de l'Ouganda ont été priés de ne pas permettre que leur territoire soit utilisé pour porter atteinte à la souveraineté des autres États. Le Conseil a appelé à une coopération intergouvernementale totale et a condamné toutes les violations des droits de l'homme. Il a réaffirmé une fois de plus le lien entre l'exploitation illégale des ressources naturelles et les conflits armés, et s'est félicité de la réunion d'une conférence internationale sur la paix et la sécurité dans la région des Grands Lacs africains.
Enfin, le Conseil de sécurité a exprimé sa préoccupation face aux allégations d'abus sexuels et de mauvaise conduite du personnel de la MONUC, demandant au Secrétaire général d'enquêter sur ces allégations et de prendre les mesures appropriées.

## Voir également
- Conflit du Kivu
- Conflit en Ituri
- Deuxième guerre du Congo